# Fattore di crescita placentare
Il fattore di crescita placentare è una proteina che nell'uomo è codificata dal gene PGF.
Il fattore di crescita placentare (PGF) fa parte della famiglia dei fattori di crescita dell'endotelio vascolare, molecola chiave nell'angiogenesi e vasculogenesi, in particolare durante l'embriogenesi. La fonte principale di PGF durante la gravidanza è il trofoblasto placentare. Il PGF si esprime anche in molti altri tessuti, compreso il trofoblasto villoso.